# Selina Vobian
Selina Vobian (* 27. September 2002 in Immenstadt im Allgäu) ist eine deutsche Fußballspielerin, die beim SC Freiburg unter Vertrag steht.

## Karriere

### Vereine
Vobian spielte für die B-Juniorinnen von Eintracht Frankfurt und vom FC Speyer 09 und wechselte schließlich zur TSG 1899 Hoffenheim. Für die zweite Mannschaft der Kraichgauerinnen debütierte sie in der Saison 2018/19 in der 2. Bundesliga. Im Sommer 2021 wechselte Vobian zum MSV Duisburg, mit dem der sofortige Wiederaufstieg in die Bundesliga gelang. 
Zur Saison 2022/23 wechselte sie zum Ligakonkurrenten SC Freiburg, wo sie am 7. Spieltag, bei einem 0:3 gegen Bayern München, in der Bundesliga debütierte. Zudem sammelte sie Spielpraxis bei Freiburg II in der 2. Bundesliga. In der Winterpause derselben Saison wurde sie an den MSV zurückverliehen. Beim 1:1 gegen Carl Zeiss Jena erzielte sie am 21. September 2024 ihr erstes Bundesligator. In der Saison 2024/25 war sie mit acht Assists Freiburgs erfolgreichste Vorlagengeberin, ligaweit die zweiterfolgreichste.

### Nationalmannschaft
Vobian debütierte im November 2021, bei einem 0:1 gegen Spanien, in der deutschen U20-Nationalmannschaft. Bei der U20-WM 2022 in Costa Rica wurde sie in allen drei Vorrundenspielen eingesetzt. Nach der Reaktivierung der U23-Nationalmannschaft im Spieljahr 2024 kam sie am 28. Oktober in Florenz beim 2:2-Unentschieden gegen die U23-Nationalmannschaft Italiens im zweiten Spiel im Rahmen der Europäischen Spielrunde zum Einsatz.

## Erfolge
- Aufstieg in die Bundesliga: 2022